# 高士佛姬春蟬
高士佛姬春蟬（学名：Euterpnosia olivacea）为蟬科姬春蟬屬下的一个种，成蟲於每年3至8月出沒（4至5月活躍），分布於恆春半島、花蓮等低海拔山區，有齊鳴與夜間趨光性之行為，公蟬尾節小、體長約23—24（0.91—0.94英寸），母蟬體長約18—19（0.71—0.75英寸），體型瘦長，與同屬不同分別為第4腹節突起處具黑色斑點、第3至6腹板有黑色斑紋、公蟬背瓣小，臺灣特有種。
种加词 olivacea 意为“橄榄状的”、“卵圆形的”。